# Kas (refrigerantes)
Kas é uma marca de refrigerantes gaseificados da Espanha, com sabores a laranja, limão e maçã.

## História
A marca Kas teve origem em 1956, tendo sido criada pelos irmãos Román e Jose María Knörr, em Vitória, no País Basco. A letra "K" em Kas deriva do apelido dos dois irmãos, descendentes de um cervejeiro alemão que ali se estabelecera. A marca permaneceu na família até finais dos anos 1980, tendo sido posteriormente adquirida pela PepsiCo em 1992.
A principal fábrica de Kas situa-se nos arredores de Vitória, em Echávarri-Viña, sendo responsável por mais de metade da produção. Existem ainda fábricas em Tafalla, Palma de Maiorca e Sevilha.
A Pepsi lançou a marca com a algum sucesso no México e com pouco sucesso no Brasil, com os refrigerantes de sabor guaraná puro, guaraná + acerola, guaraná + maracujá e guaraná + pêssego.
No início dos anos 90, a marca Kas também se podia ser encontrada à venda em Portugal.